# グリニッジ天文台

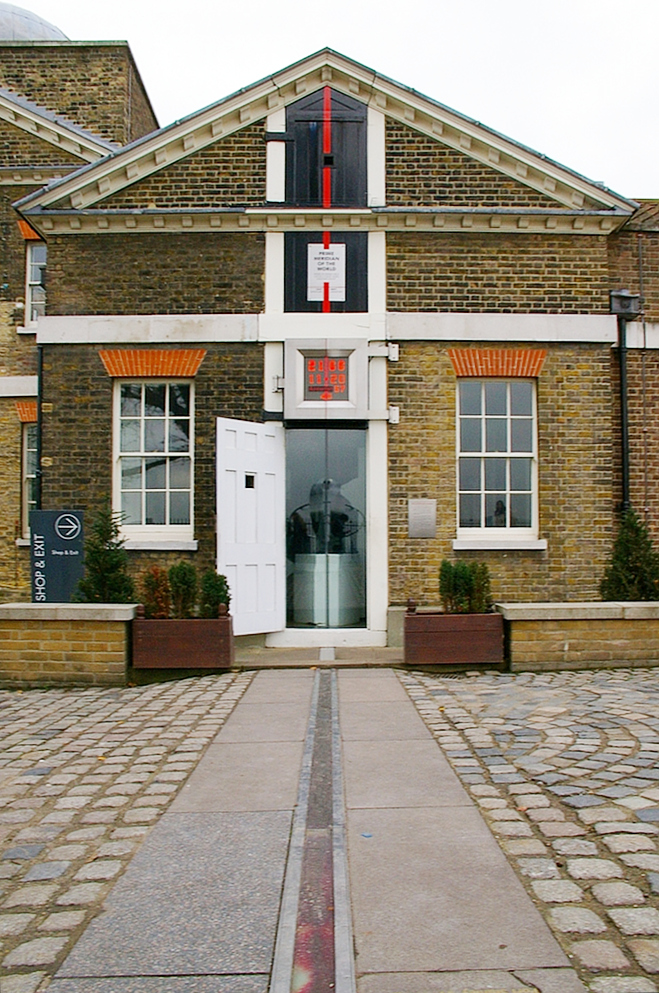
かつてグリニッジ子午線の基準になっていた、グリニッジ天文台旧本館北面の窓。現在の本初子午線はこの窓の中心から東に約102.5mの位置を通過している。

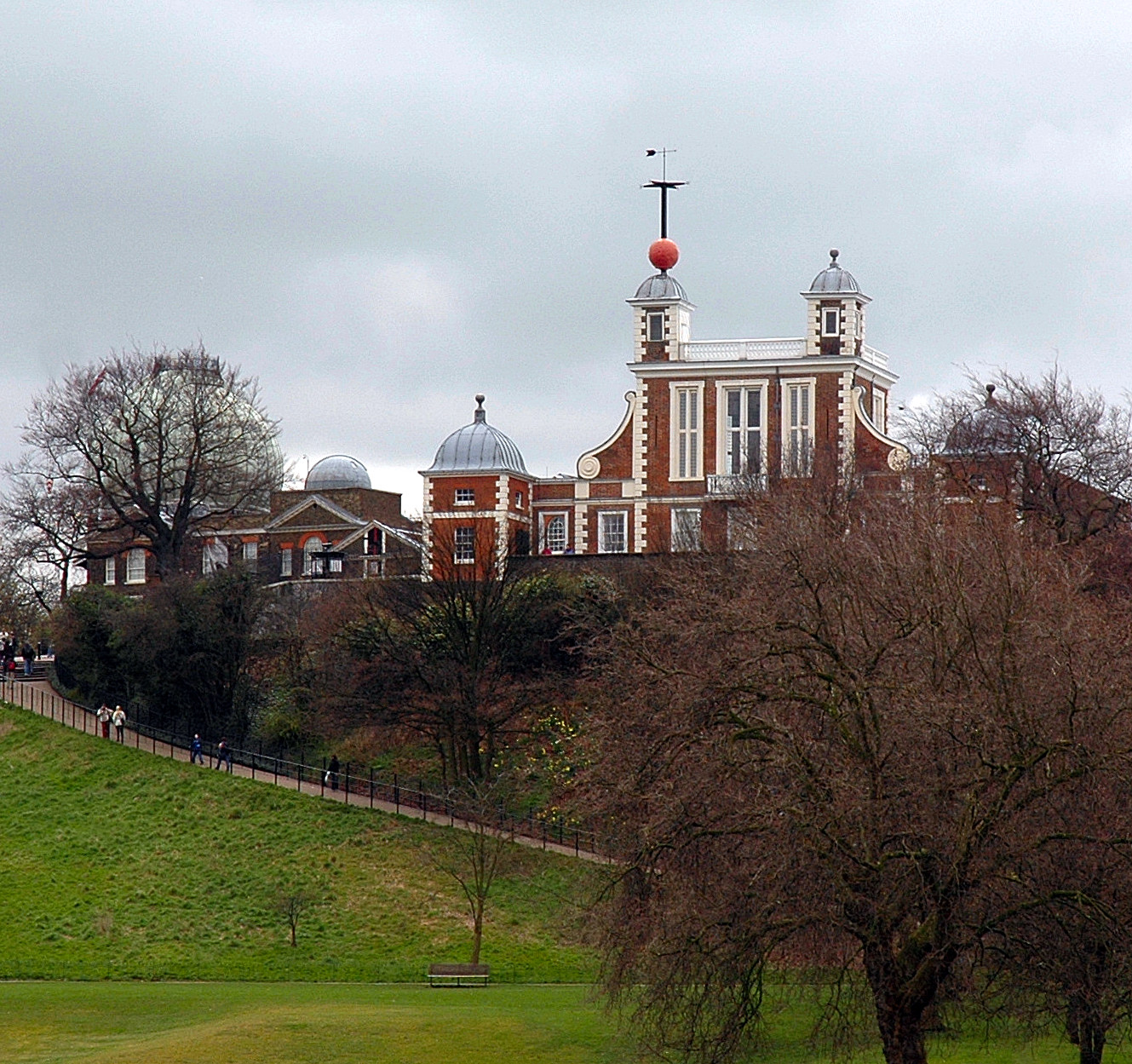
テムズ川河畔側から南方に見えるグリニッジ天文台の全貌

グリニッジ天文台（グリニッジてんもんだい、英: Royal Observatory, Greenwich、旧称: Royal Greenwich Observatory）は、ロンドン郊外グリニッジ地区のテムズ川河畔グリニッジ・パーク内に存在する天文台。ロンドン中心部から東におよそ5km、テムズ川河畔からは南におよそ800mの丘に建てられている。
1675年にイングランド国王チャールズ2世が設立した王立天文台で、初代天文台長はジョン・フラムスティード。1957年にイースト・サセックスのハーストモンソーに移転し、「グリニッジ旧王立天文台」となった。1990年にケンブリッジに移転した後、1998年に閉鎖され、再び「グリニッジ王立天文台」と呼ばれることになった。現在は観測機器はなく、史跡として維持されている。
1851年に台長ジョージ・ビドル・エアリーが本館（当時）に子午環を設置し、窓の中心を基準として観測を行い、この地点（グリニッジ子午線上）の平均太陽時であるグリニッジ平均時を定めていた。その後、世界共通の経度の基準（経度0度、本初子午線）と定められ、世界の経度および時刻の基準を担っていた。1833年に設置された報時球は現在も稼働している。
なお、現在では、エアリーの子午環は、正確には本初子午線ではなくなっている。本初子午線は、エアリーの子午環から東へ、角度 5.301 秒、距離にして102.478 m の位置を通過している（詳細は本初子午線、IERS基準子午線を参照のこと）。
近隣のブラックヒースには、イングランド王ジェームズ1世が1608年に最初7ホールを造らせたゴルフクラブがある。これは今も超一流コースとして利用されている。

## 建設の背景
15世紀後半からヨーロッパ各国による海外進出を競う、大航海時代を迎えていたが、当時はまだ、運に任せた危険な航海が多く、海難事故が相次いでいた。この競争を制するため、航海術の向上にいち早く取り組み、海洋国家として世界に進出を図っていたイングランドは航海の支援を目的として、天文台を建設した。外洋の航海には正確な緯度と経度の計測が不可欠で、見渡す限りの海で緯度の計測基準となったのは星であった。北極星の位置や見える角度から、船は緯度を割り出すことができた。一方経度の測定には正確な時刻を知る必要からクロノメーターが開発されるとともに、時刻の基準すなわち「経度の基準」が必要になった。

## 年表
- 1675年: グリニッジ天文台 (Royal Observatory, Greenwich) 設立。
- 1714年: 経度法により経度委員会（英語版）と経度賞が設立される。
- 1924年: 2月5日に、1時間毎の時間信号（グリニッジ時間信号）が初めて放送される。
- 1948年: ハーストモンソーへの移設が始まる。
- 1957年: ハーストモンソーへの移設が完了し、王立グリニッジ天文台 (Royal Greenwich Observatory, RGO) と改称される。グリニッジの場所は旧王立天文台 (Old Royal Observatory) となる。
- 1990年: RGOはケンブリッジに移設される。
- 1998年: RGOが閉鎖される。グリニッジの場所は再びグリニッジ天文台 (Royal Observatory, Greenwich) となり、国立海事博物館の一部となった。

## 歴代天文台長
1972年まで、グリニッジ天文台長は伝統的に王室天文官 (Astronomer Royal) の称号を得る慣習となっていた。カッコ内の西暦は就任した年。
1. ジョン・フラムスティード（John Flamsteed, 1675年）
2. エドモンド・ハレー（Edmond Halley, 1720年）
3. ジェームズ・ブラッドリー（James Bradley, 1742年）
4. ナサニエル・ブリス（Nathaniel Bliss, 1762年）
5. ネヴィル・マスケリン（Nevil Maskelyne, 1765年）
6. ジョン・ポンド（John Pond, 1811年）
7. ジョージ・ビドル・エアリー（George Biddell Airy, 1835年）
8. ウィリアム・クリスティー（William Henry Mohoney Christie, 1881年）
9. フランク・ダイソン（Frank Watson Dyson, 1910年）
10. ハロルド・スペンサー・ジョーンズ（Harold Spencer Jones, 1933年）
11. リチャード・ウーリー（Richard van der Riet Woolley, 1956年）
12. マーガレット・バービッジ（Margaret Burbidge, 1972年）
王室天文官はマーティン・ライル（Martin Ryle, 1972年）
13. アラン・ハンター（Alan Hunter, 1973年）
14. フランシス・グラハム・スミス（Francis Graham Smith, 1976年（1982年から王室天文官））
15. アレキサンダー・ボクセンバーグ（Alexander Boksenberg, 1981年）
16. ジャスパー・ウォール（Jasper Vivian Wall, 1995年）

参考：王室天文官
- アーノルド・ウォルフェンデール（Arnold Wolfendale, 1991年）
- マーティン・リース（Martin Rees, 1995年）